# Lista episoadelor din Jericho

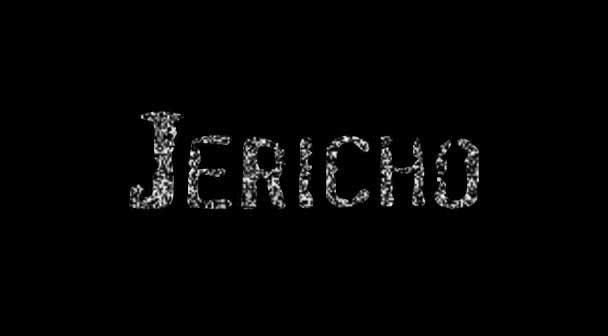
Titlul serialului.

Aceasta este lista episoadelor pentru serialul dramatic Jericho care a început să fie difuzat pe CBS pe 20 septembrie 2006 în Statele Unite. Începând cu noiembrie 2006, au fost comandante 22 de episoade, separate în două perioade difuzare de câte 11 episoade fiecare. Jericho a fost întrerupt temporar după finalul de toamnă pe 29 noiembrie, 2006 și a revenit cu un episod recapitulativ pe 14 februarie, 2007, după care a început difuzarea celorlalte 11 episoade, începând cu 21 februarie.
În România, postul AXN a început difuzarea serialului din 10 decembrie.

## Lista episoadelor
| "Pilot"                  | 20 septembrie 2006 | 1  |  |  |
| "Pilot"                  | Un nor în formă de ciupercă se ridică la orizont, anunțând locuitorilor din Jericho, Kansas, faptul că orașul Denver a fost distrus de o bombă atomică. Dar ei vor afla cu oroare că acesta nu e un caz izolat.                         |    |  |  |
|                          | |    |  |  |
| "Ploaia radioactivă"     | 27 septembrie 2006 | 2  |  |  |
| "Ploaia radioactivă"     | Un nor radioactiv rezultat în urma exploziei de la Denver amenință Jericho iar locuitorii săi au numai două ore la dispoziție pentru a se pune la adăpost.                                                                              |    |  |  |
|                          | |    |  |  |
| "Cei patru călăreți"     | 4 octombrie 2006 | 3  |  |  |
| "Cei patru călăreți"     | Ploaia s-a oprit astfel că locuitorii din Jericho ies din adăposturi. O transmisie satelit asiatică dezvăluie amploarea dezastrului iar Jake hotărăște să trimită grupuri de oameni în toate direcțiile pentru a afla ce s-a întâmplat. |    |  |  |
|                          | |    |  |  |
| "Zidurile Ierihonului"   | 11 octombrie 2006 | 4  |  |  |
| "Zidurile Ierihonului"   | Jake găsește un om bolnav de la radiații care deține informații ce pot lămuri misterul atacurilor. |    |  |  |
|                          | |    |  |  |
| "Reacție guvernamentală" | 18 octombrie 2006 | 5  |  |  |
| "Reacție guvernamentală" | Curentul revine și telefoanele transmit un mesaj preînregistrat din partea guvernului SUA în caz de urgență. Orașul este amenințat de incendii.                                                                                         |    |  |  |
|                          | |    |  |  |
| "9:02"                   | 25 octombrie 2006 | 6  |  |  |
| "9:02"                   | Rachete balistice de origine necunoscută brăzdează cerul și un puls electromagnetic lovește Jericho scoțând din funcțiune toate aparatele electrice. Un vechi inamic al lui Jake, Mitchell Cafferty, vine în oraș pentru a căuta pradă. |    |  |  |
|                          | |    |  |  |
| "Trăiască primarul"      | 1 noiembrie 2006 | 7  |  |  |
| "Trăiască primarul"      | Jonah Prowse, tatăl lui Emily și șeful bandei din care făcea parte Mitchell, vine să-l elibereze pe acesta din urmă. Gray Anderson, unul din cei patru "călăreți", se întoarce în oraș. Primarul Green cade bolnav la pat.              |    |  |  |
|                          | |    |  |  |
| "Rogue River"            | 8 noiembrie 2006 | 8  |  |  |
| "Rogue River"            | Jake și Eric vizitează Rogue River ca să facă rost de antibiotice pentru tatăl lor. Acolo ei dau peste un medic dar și peste o unitate paramilitară de mercenari numită Ravenwood.                                                      |    |  |  |
|                          | |    |  |  |
| "La răscruce"            | 15 noiembrie 2006 | 9  |  |  |
| "La răscruce"            | Locuitorii din Jericho sunt nevoiți să-și apere orașul de amenințarea mercenarilor. Jake propune dinamitarea unui pod, principala legătură a orașului cu lumea exterioară, pentru a împiedica invazia.                                  |    |  |  |
| "Drapelul roșu"          | 22 noiembrie 2006 | 10 |  |  |
| "Drapelul roșu"          | Câteva avioane aruncă containere cu provizii în Jericho iar Jonah Prowse și banda lui încearcă să fure din ele. Misterul atacurilor sporește.                                                                                           |    |  |  |
| "Vox Populi"             | 29 noiembrie 2006 | 11 |  |  |
| "Vox Populi"             | După groaznica asasinare a unui membru al comunității, Gray Anderson încearcă să-l înlăture pe Johnston Green din funcția de primar, asmuțind totodată oamenii împotriva presupusului ucigaș, Jonah.                                    |    |  |  |
| Ziua de dinainte         | 21 februarie 2007 | 12 |  |  |
| Ziua de dinainte         | Sunt prezentate cele 36 de ore dinaintea atacurilor nucleare. |    |  |  |
| Black Jack               | 28 februarie 2007 | 13 |  |  |
| Black Jack               | Jake, Johnston, Heather și Dale pleacă spre târgul Black Jack în căutare de piese necesare reparării morii de vânt locale. |    |  |  |
| Miezul iernii            | 7 martie 2007 | 14 |  |  |
| Miezul iernii            | În timpul unei vânători organizate în afara orașului, Jake, Mimi și Stanley sunt atacați de străini. |    |  |  |
| Semper Fidelis           | 14 martie 2007 | 15 |  |  |
| Semper Fidelis           | Un detașament de infanteriști marini intră în Jericho, reînviind speranțele că viața va reveni la normal. |    |  |  |